# Anfiteatro del Instituto de Anatomía

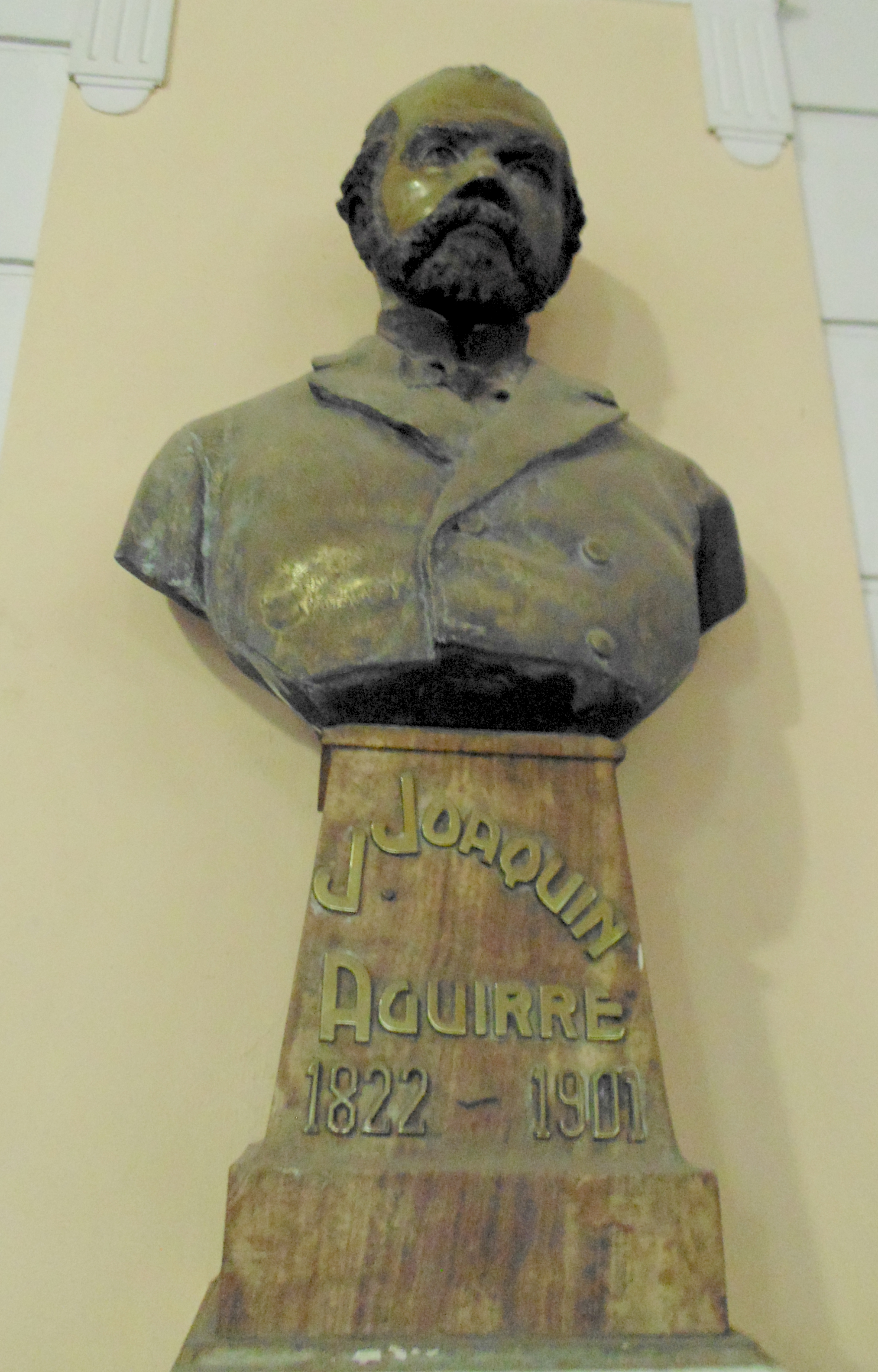
Busto de bronce del Profesor José Joaquín Aguirre, ubicado en una esquina superior dentro del Anfiteatro.

El Anfiteatro del Instituto de Anatomía es un anfiteatro anatómico de la Facultad de Medicina de la Universidad de Chile. También conocido como «Anfiteatro Profesor José Joaquín Aguirre», este anfiteatro es la primera construcción, en tanto que centro de formación académica, destinada exclusivamente al estudio de la anatomía del cuerpo humano en Chile. Se inauguró en el año 1922, convirtiéndose en el único y gran centro de investigaciones y estudios sobre anatomía de Chile, producto de su gran equipamiento tecnológico para el tratamiento de cuerpos humanos y grandes adelantos en dicha área.
El 20 de enero de 2016 se declaró Monumento Nacional en la categoría de Monumento Histórico, bajo el Decreto 549 en el Diario Oficial de la República de Chile. Bajo este nombramiento, el presidente de la Sociedad Chilena de Anatomía (SCHA), Dr. Julio Cárdenas Valenzuela, declaró lo siguiente: "se coronan largos años de estudios, investigaciones, conversaciones y trabajo, recordando en nuestra memoria a todos aquellos que lucharon por nuestra disciplina, que ya no están, pero que defendieron estos espacios, sabiendo que era un sitio especial que se debía resguardar. Hoy cumplimos la palabra empeñada y reconocida por nuestra nación".

## Antecedentes

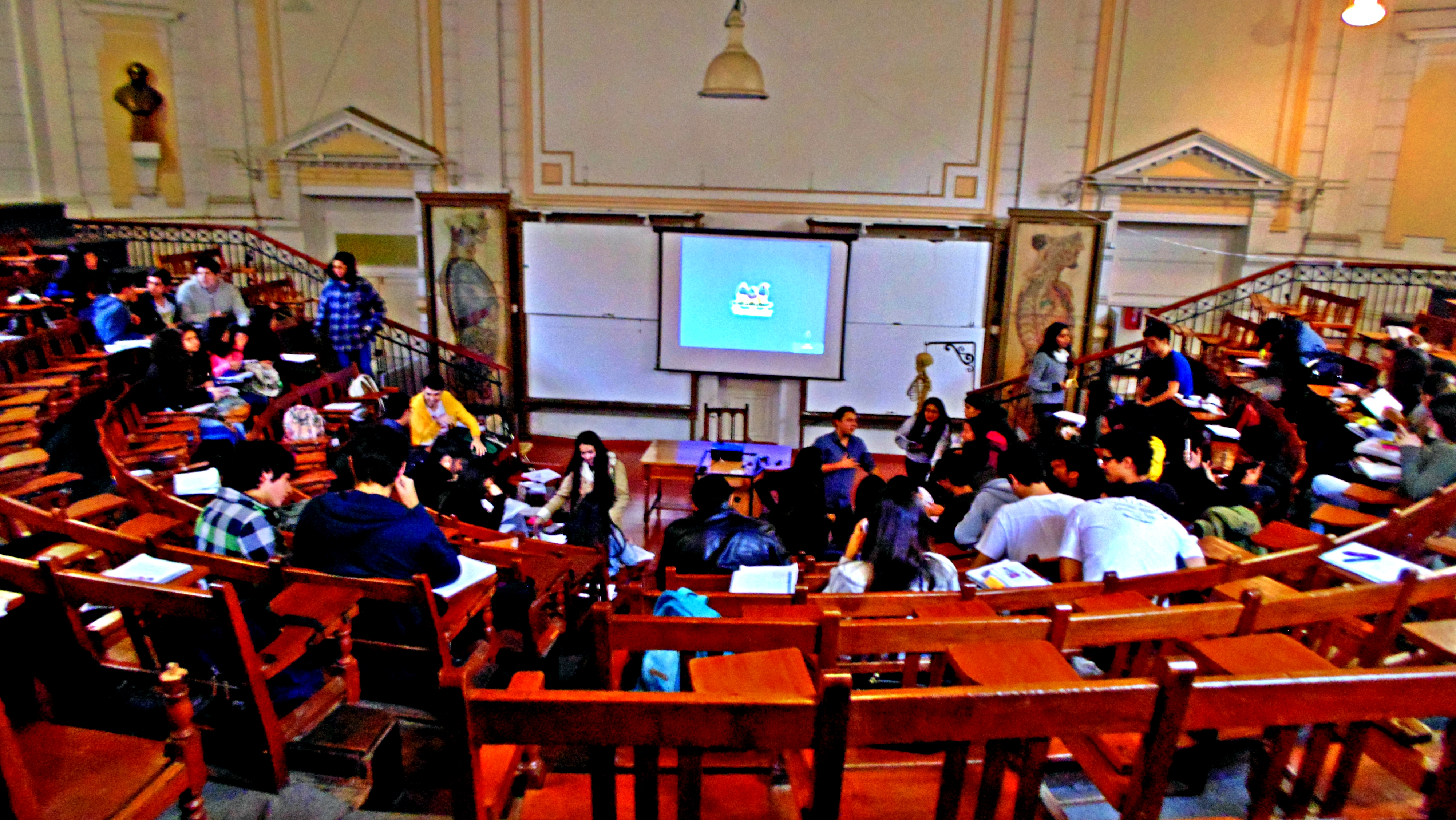
Alumnos de la Facultad de Medicina dentro del Anfiteatro, que aún se encuentra activo para la realización de clases correspondientes a la Facultad de Medicina. También es utilizado para charlas, grabación de comerciales y teleseries.

Entre los años 1823 y 1889, se realizaban en Chile los primeros estudios de anatomía dentro de una improvisada construcción, ubicada a los pies del antiguo Hospital San Juan de Dios, en calle Alameda.

## Historia
Luego de un trágico incendio que acabó con las inmediaciones de la Escuela de Farmacia de calle Panteón (actualmente Profesor Zañartu) en 1918, este evento da pie a los primeros indicios de un posible lugar en que se realizarían estudios anatómicos. Así es como el año 1920 se aprueba la orden que concedía los recursos necesarios provenientes de la Dirección de Obras Públicas para la construcción del Anfiteatro. Así, el año 1922, se inaugura el primer anfiteatro del país, marcando un hito a nivel académico para el área de la medicina en Chile. El nombre del anfiteatro, Profesor José Joaquín Aguirre, es otorgado en conmemoración a los 100 años del natalicio de dicho profesor, reconocido por su cargo de decano en la Facultad de Medicina, entre los años 1855 y 1877. 
Entre los años 1952 y 1960, producto de un incendio devastador que afectó las inmediaciones de la antigua Escuela de Medicina de La Cañadilla en 1948, el Anfiteatro del Instituto de Anatomía fue el único inmueble que quedó en pie, por lo que luego, fue integrado al proyecto de la Escuela de Medicina del arquitecto Juan Martínez. 

## Diseño y arquitectura
Producto de que su construcción fue posterior al alzamiento de la Escuela de Medicina de La Cañadilla, su arquitectura y diseño se basaron en la idea de acoplarse a la ya construida Escuela, por lo que su construcción es principalmente en albañilería. Esto le da a su diseño un estilo muy propio la arquitectura eclesiástica y carácter neoclásico. 
Su construcción, que cuenta con una superficie total aproximada de 241,26 m² y una superficie construida aproximadamente sobre 919,3 m², se basa en dos plantas. En el primer piso del edificio, lugar que se conserva en perfecto estado, se ubica el auditorio semicircular, lugar donde se llevan a cabo hasta el día de hoy, cátedras de anatomía, mientras que en una segunda planta, de carácter subterráneo y a nivel de la escena del auditorio mismo, lugar que era utilizado como depósito para los materiales propios de las cátedras, además de las instalaciones higiénicas. 
El Decreto 549, reconoce en el documento 10 motivos y atributos, por los cuales es declarado monumento histórico, todos estos relacionados directamente con su arquitectura, construcción, diseño y ambientación.
1. Su contexto y emplazamiento en el predio.
2. La planta semicircular, altura interior y su remate.
3. El piso de servicio soterrado.
4. El ritmo y forma de sus vanos.
5. Los frontones y pilastras que marcan los accesos.
6. Las líneas que marcan la cúpula y sus pechinas.
7. El sistema de aula, sobre la base de graderías, mobiliario empotrado de madera y suelo de madera.
8. Las barandas de hierro forjado y bronce.
9. El busto de bronce del Dr. José Joaquín Aguirre.
10. El mobiliario original del anfiteatro utilizado desde su inauguración en 1922, en el que destaca su gabinete empotrado en el zócalo con 665 compartimentos y 13 clasificaciones temáticas destinado a la colección de ilustraciones para la enseñanza de la anatomía.[2]

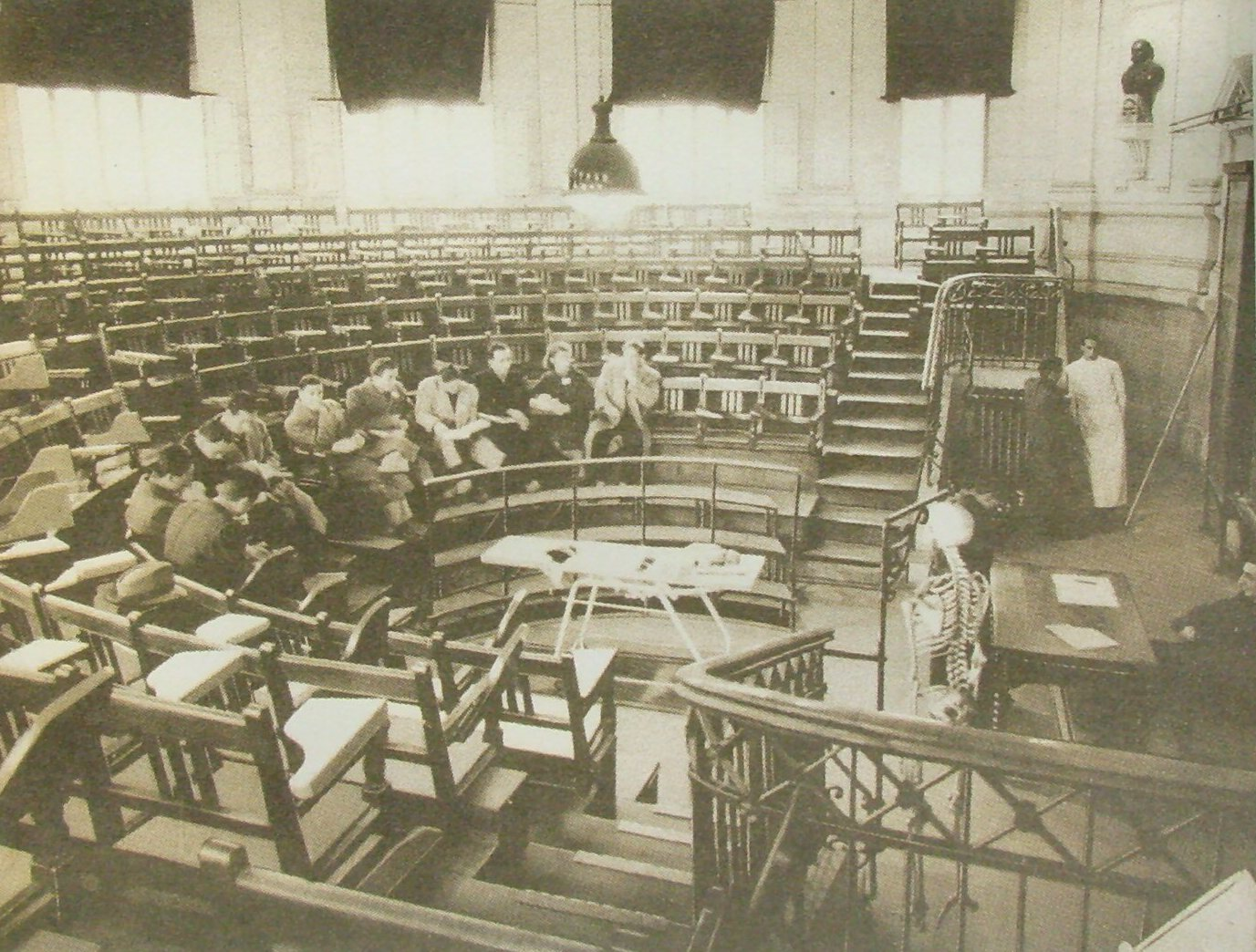
Fotografía tomada en los inicios del funcionamiento del Anfiteatro.

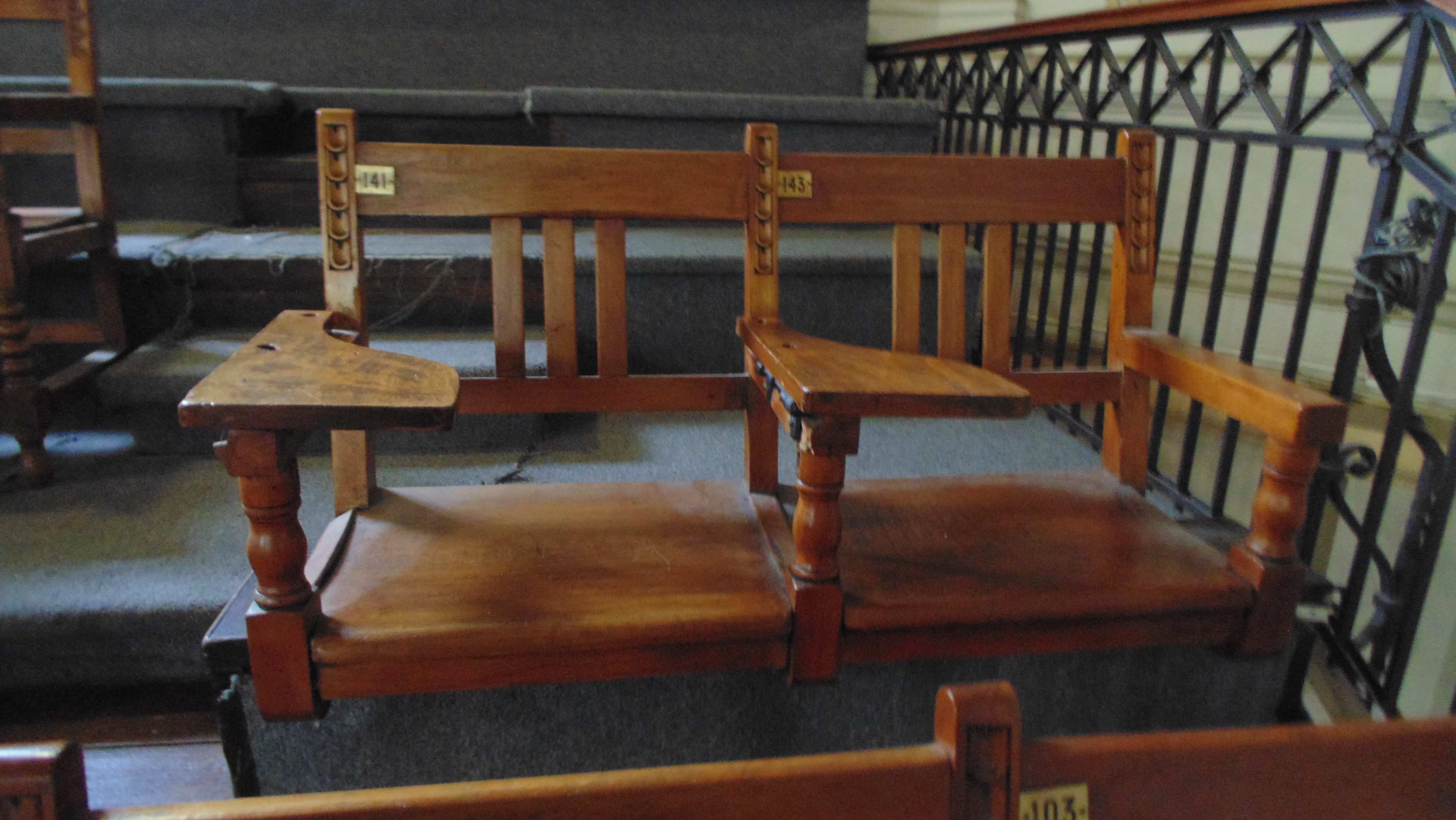
Pupitres originales y actuales del anfiteatro. Hechos de madera, fijados al suelo y con mesa removible.

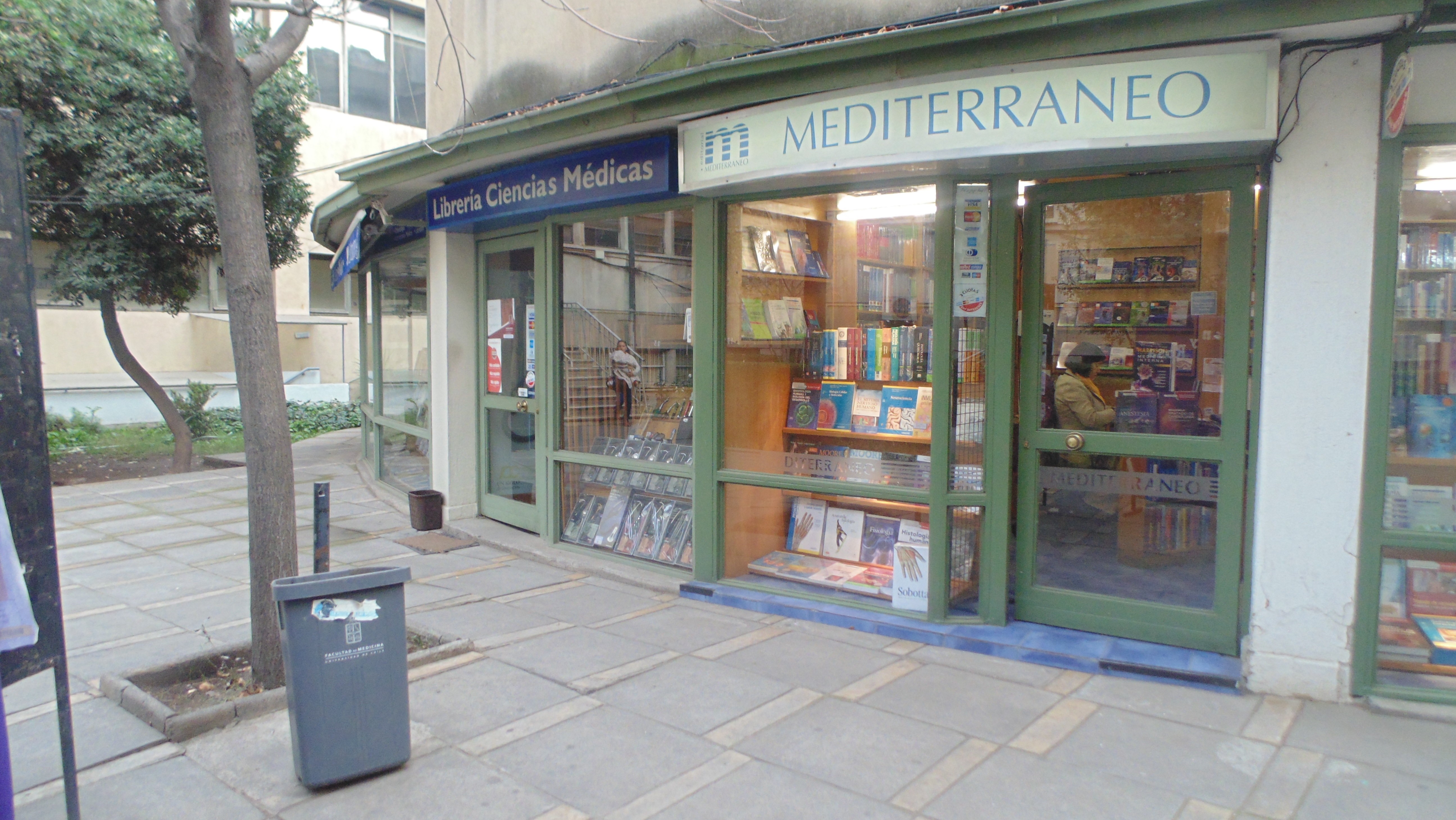
Exterior Anfiteatro, rodeado por librerías. Vista desde el interior de la Facultad de Medicina.

Su construcción, basada en el área de un polígono, A-B-C-D-A, se gráfica en la tabla adjunta, cuyos límites son los siguientes:
| Tramo | Descripción polígono                        |
| ----- | ------------------------------------------- |
| A - B | Línea Norte, línea de identificación        |
| B - C | Límite Norooriente, línea de identificación |
| C - D | Límite Sur, línea de identificación         |
| D - A | Límite Norponiente, línea de identificación |

## Actualidad y curiosidades
Actualmente, el anfiteatro se encuentra en condiciones arquitectónicas estables y seguras, por lo que continúa vigente y cumple con su propósito inicial actualmente, el de ser un centro de desarrollo e investigación referente a los estudios de anatomía, por medio de charlas y clases dentro del área misma de la medicina. Así también, la instalación ha sido utilizada para otros fines, tales como grabaciones de comerciales y para algunas escenas de teleseries.
En la segunda planta, bajo las gradas, lugar donde se ubica el subterráneo y depósito de material y herramientas utilizadas en clases, fueron encontrados 472 cuadros anatómicos, estás eran láminas con dimensiones de más de un metro de diámetro, en las cuales se retrataban dibujos en acuarela, de órganos diseccionados en clase. 